# Studieförbund
Ej att förväxla med studentförbund

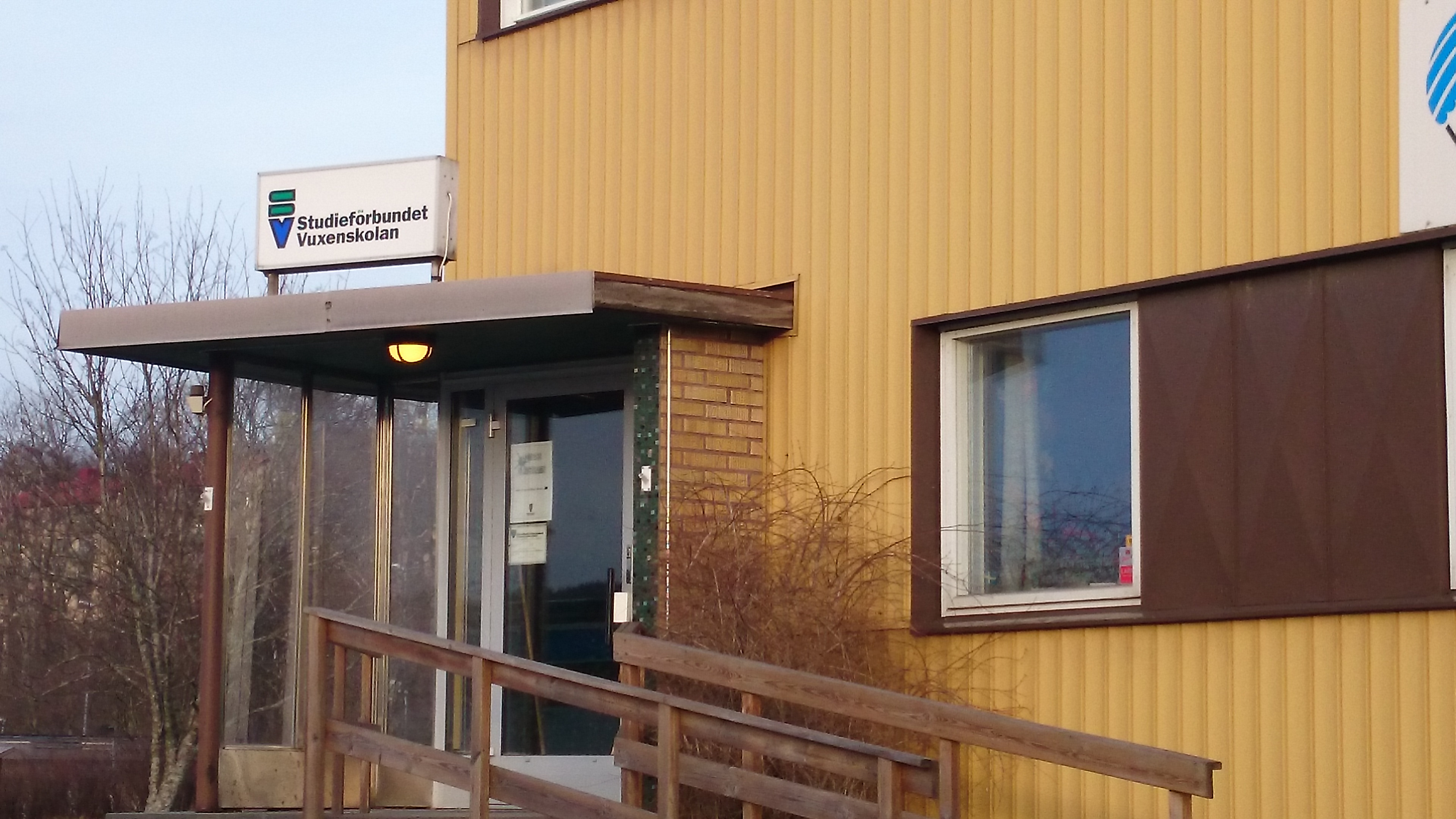
Entrén till Studieförbundet Vuxenskolan i Ulricehamn.

Studieförbund är organisationer som ägnar sig åt folkbildning genom verksamhetsformerna studiecirklar, mötesserier, projekt och evenemang vars syfte är att bibringa deltagarna kunskap i ett brett perspektiv. Studieförbunden ingår vanligen i en folkrörelse tillsammans med sina huvudmän som delar deras ideologi och arrangerar kurser som passar dem som är engagerade i rörelsen. 

## Studieförbund i Sverige
Folkbildningsrådet listar 8 studieförbund som är berättigade till statsbidrag i Sverige.
- Arbetarnas bildningsförbund (ABF)
- Folkuniversitetet
- Medborgarskolan
- Nykterhetsrörelsens bildningsverksamhet
- Sensus studieförbund
- Studiefrämjandet
- Studieförbundet Bilda
- Studieförbundet Vuxenskolan

### Övriga studieförbund
- Al Ghazali-institutet
- TBV (Den 4 oktober 2004 gick TBV samman med Sensus studieförbund under namnet Sensus studieförbund.)
- Svenska Idrottsrörelsens Studieförbund

I och med neddragningar i statsbidraget och förändringar i regelverken i och med Tidöavtalet så lades studieförbunden Ibn Rushd och Kulturens Bildningsverksamhet ner.

### Studiecirklar och arrangemang
Varje år genomför studieförbunden cirka 300 000 studiecirklar och når över två miljoner deltagare. De enskilt största ämnena är konst/musik/media, humaniora samt samhälls- och beteendevetenskap. Studiecirkeln, den lilla gruppen som lär tillsammans, är grunden i folkbildningen och ett pedagogiskt koncept som funnits i Sverige sedan strax efter sekelskiftet 1900.
Studieförbunden är tillsammans Sveriges största kulturarrangör. De 250 000 offentliga kulturprogram som arrangeras lockar varje år 15 miljoner besökare. Studieförbunden kallas ibland för "Sveriges största kulturarrangör".:0m21s

### Inriktningar
Studieförbunden, tidigare Folkbildningsförbundet, är studieförbundens intresseorganisation. Studieförbunden har profiler och inriktningar som präglas av de organisationer de samverkar med och av att de har sin tillhörighet i skilda delar av det civila samhället. ABF är sprunget ur arbetarrörelsen, Folkuniversitetet ur universitetens studerandeföreningar, NBV ur nykterhetsrörelsen, Sensus ur Svenska kyrkan, Studiefrämjandet ur frilufts- och miljörörelsen, Studieförbundet Bilda ur den frikyrkliga rörelsen, Studieförbundet Vuxenskolan ur den liberala och landsbygdsrörelsen och Medborgarskolan grundades av dåvarande Högerpartiet.

### Ekonomi
Den Svenska staten delar årligen (2022) ut närmare två miljarder kronor i statsbidrag till studieförbunden.

### Granskningar av verksamheten
I mars 2011 visade en granskning från Riksrevisionen brister i systemet för fördelning av bidrag till studieförbunden. Den visade även att uppföljning, utvärdering och kontroll av bidragen kunde förbättras.
I september 2022 visade en granskning från Riksrevisionen omfattande brister i alla led i kontroll och uppföljning av statsbidragen till studieförbunden. Riksrevisionen skrev att det fanns "tydliga indikationer på att statsbidraget går till annat än folkbildning", och att det i de flesta fall saknades dokumentation om hur studieförbunden kommit fram till ersättningarna och motiveringen bakom dem, samt att besluten om ersättning istället hade utgått från muntliga överenskommelser.